# エアロマティック1912
エアロマティック1912（英称:Aeromatic1912）は、中国製の腕時計ブランドである。ドイツ・フランクフルトのブランドとして発表されているが、ドイツ製ではない。

## 概要
軍用時計などに見られるようなクラシックなデザインのものもあれば、リューズガードがかなり大きい独特なデザインのモデルも数多くある。1万〜3万円台の定価を持っており、モデルの殆どはお手頃である。
2004年よりグーグッズ輸入時計本舗と契約し、日本の正規代理店として日本にも展開している。